# Rodrigo Arciero
Rodrigo Sebastián Arciero (Ushuaia, 12 marzo 1993) è un calciatore argentino, difensore dell'Excursionistas.

## Caratteristiche tecniche
È un terzino sinistro che può essere schierato anche sulla fascia opposta.

## Carriera
Cresciuto nelle giovanili dell'All Boys, debutta in prima squadra il 17 aprile 2014 disputando da titolare il match pareggiato 1-1 contro l'Arsenal de Sarandi.
Segna la sua prima rete il 10 maggio nella sconfitta casalinga per 4-2 contro il Newell's Old Boys, portando il punteggio sul momentaneo 1-1.